# Laxsjön, Ludvika kommun
Laxsjön är en by i Ludvika kommun, belägen omkring 25 kilometer norr om Ludvika. Ortnamnet nämns första gången i Älvsborgs lösen år 1571, då det fanns en gård på platsen.
I kyrkligt hänseende räknades Laxsjön till Grangärde socken, medan orten fram till 1892 tillhörde Stora Tuna jordebokssocknen. Från 1893 ligger man helt inom Grangärde.

## Historik
Laxsjön var under 300 år präglat av järnframställningen. År 1579 nämns Laxsjön i en förteckning över hyttor i Stora Tuna socken. Inledningsvis bedrevs verksamheten av bergsmän, men redan 1667 började andra intressenter köpa in sig i hyttan. Förutom tackjärn för export, göts även en del nyttoföremål vid bruket. Anläggningen moderniserades efter hand, och produktionen ökade. År 1867 visar Järnkontorets statistik att Laxsjön var den tredje största tillverkaren av tackjärn i Dalarna. 1877 beslöt ägarna, Forsbacka bruk och Bergslaget att lägga ned produktionen i Laxsjön, för att i stället koncentrera produktionen till sina större anläggningar.
Hyttans nedläggning markerade inledningen på en kraftig tillbakagång för Laxsjön som ort. I dag finns här endast omkring 20 bofasta personer. De enda helt bevarade byggnaderna från bruksepoken är två bostadshus söder om landsvägen. De kallas Laxsjögården och är uppförda av slaggsten, och sedan 1991 byggnadsminnen. Ett av husen är helputsat, det andra har putsade hushörn och fönsteromfattningar. Vid norra sidan av landsvägen finns en mindre slaggstensbyggnad (numera ruin), med ett tillbyggt ekonomiutrymme av trä. Ursprungligen tjänstgjorde byggnaden som övernattningsbostad för smederna på bruket. För övrigt präglas orten av en del slaggstensruiner, bland annat slaggstenspelarna från det gamla kolhuset. Intressant är även lövskogen som troligen är igenväxt park efter den numera försvunna herrgården.

## Bilder

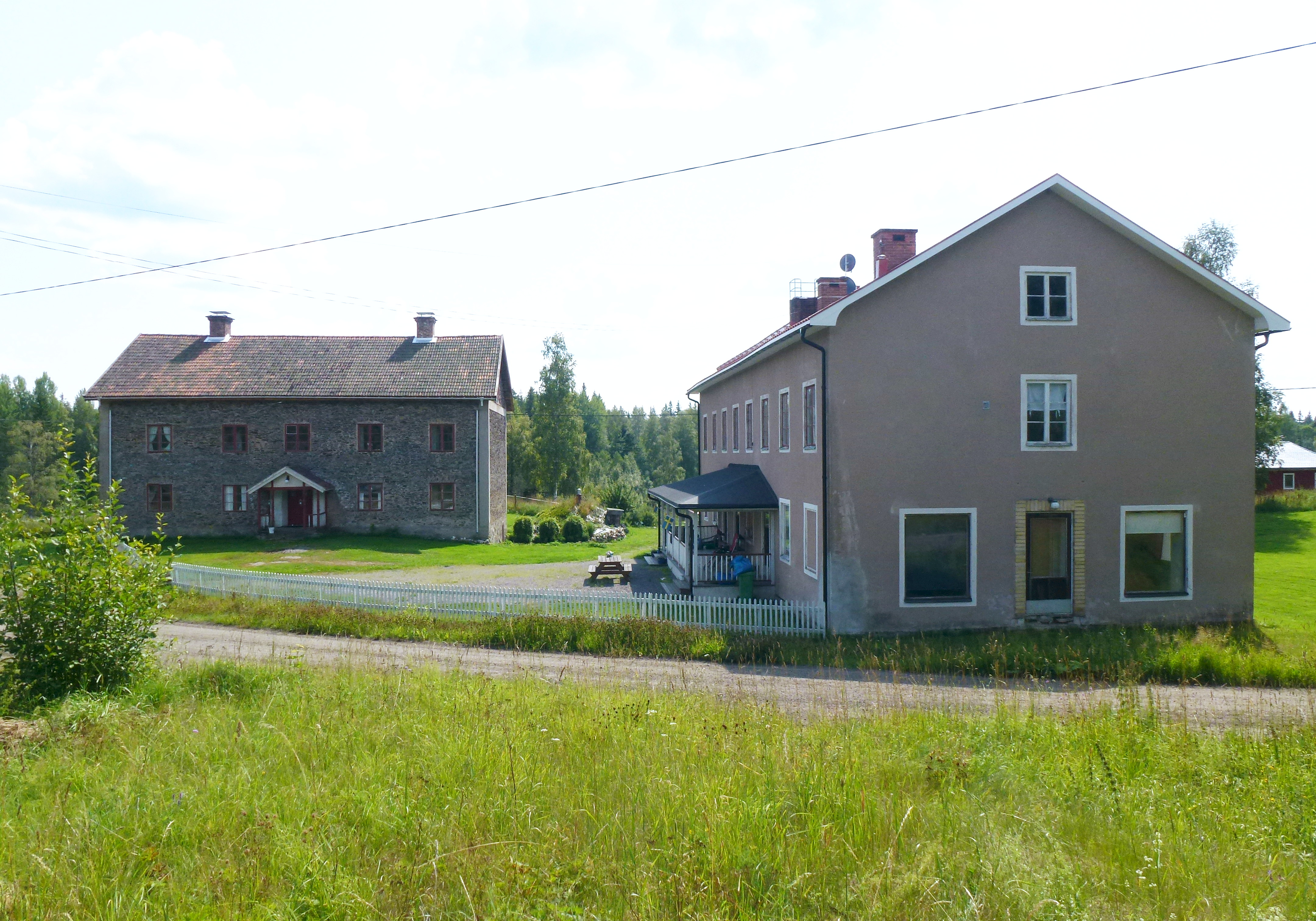
Bostadshusen "Laxsjögården".
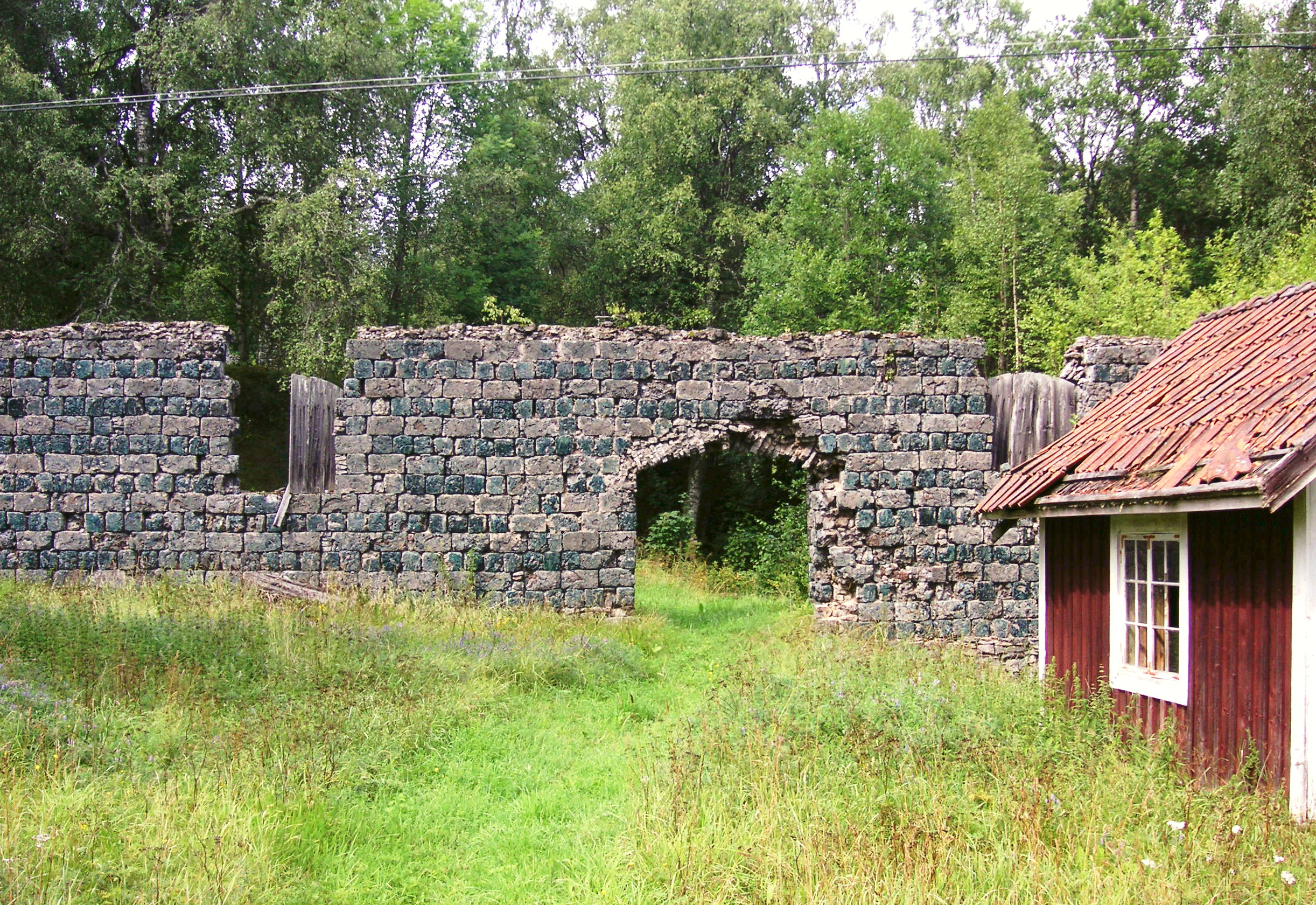
Slaggstensruin, ursprungligen övernattningsbostad för smederna.
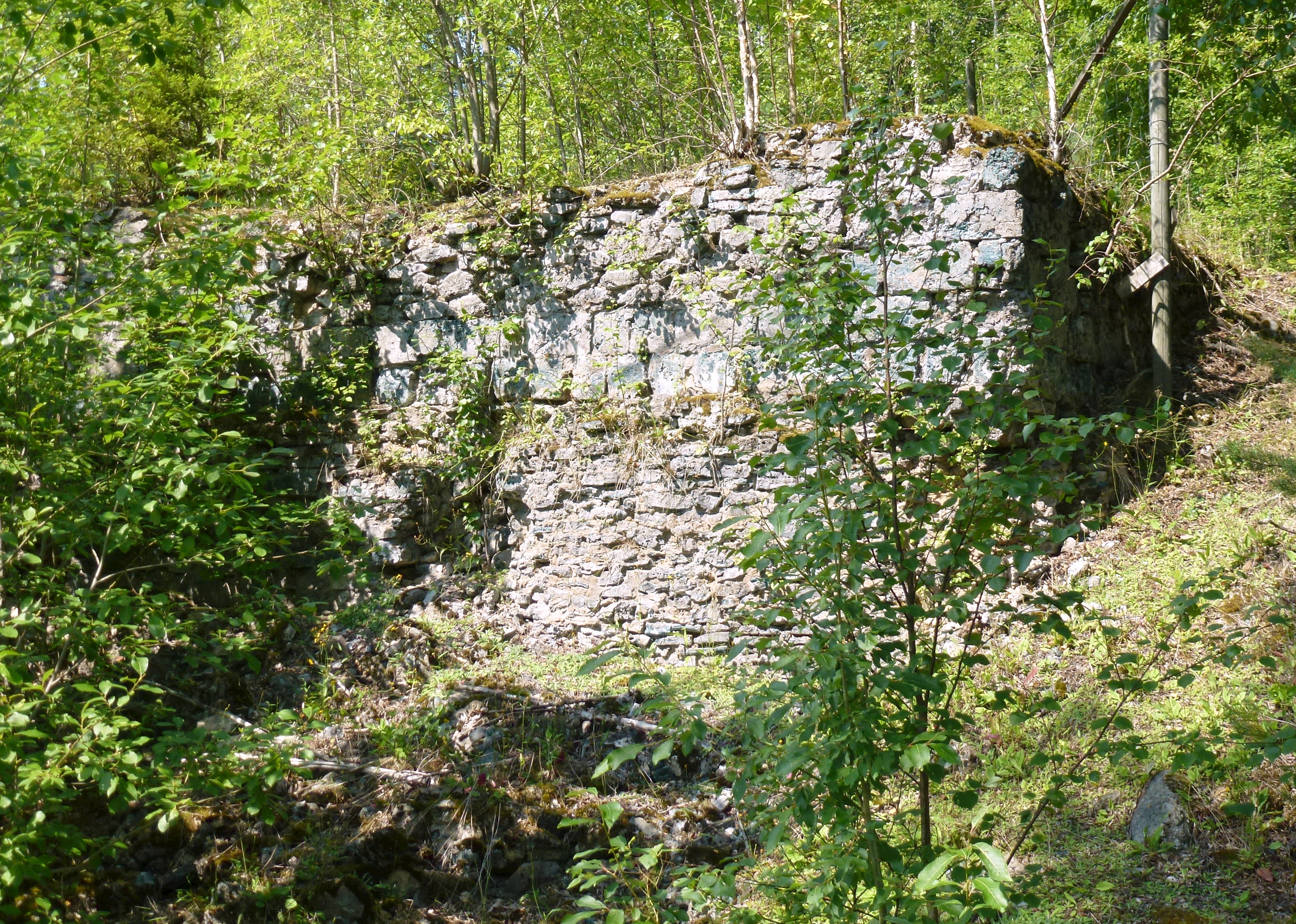
Hyttruinen.
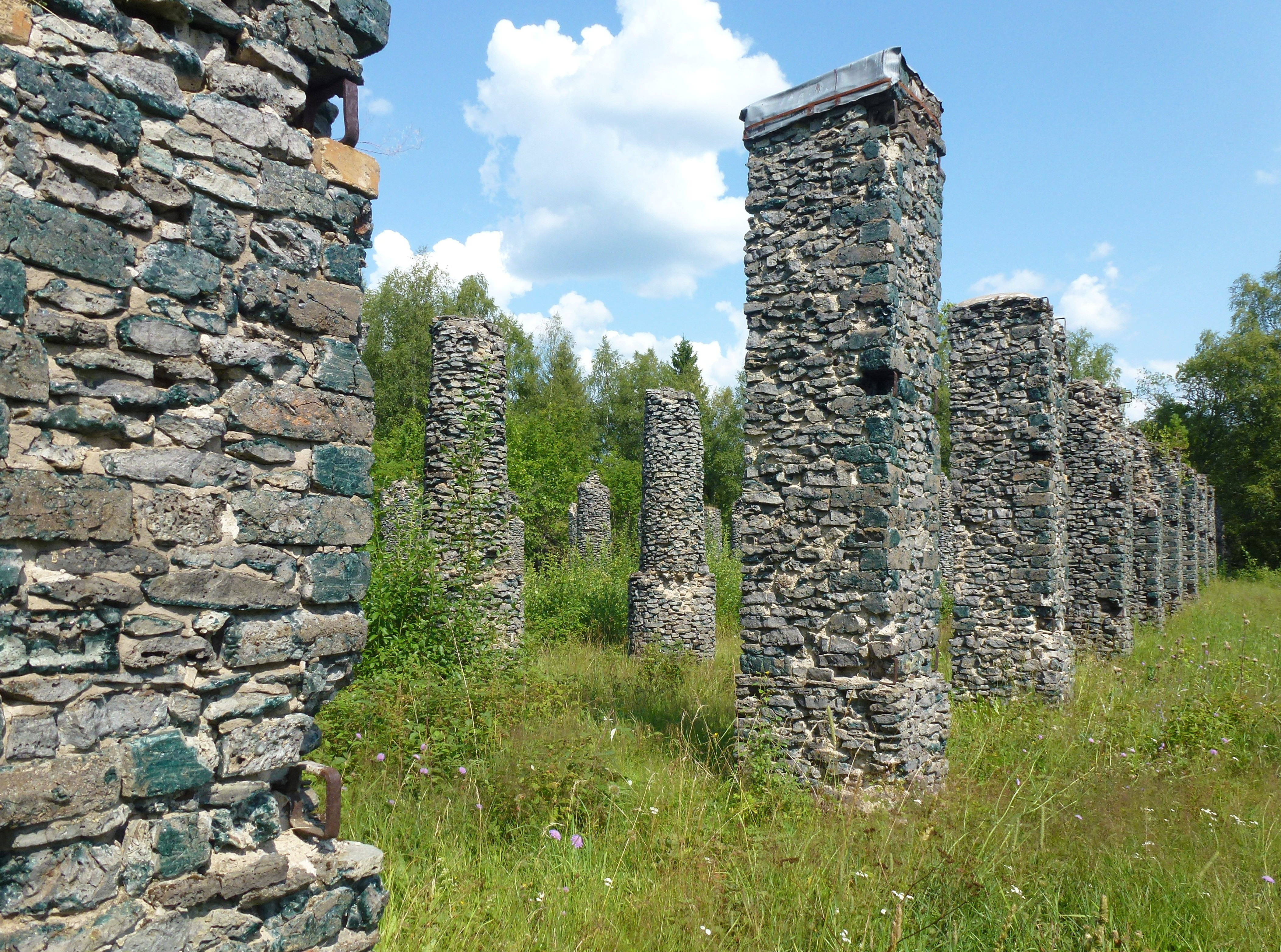
Slaggstenspelarna efter kolhuset.